# Seszmetet
Seszmetet vagy Seszemtet (šsm.t.t) az ókori egyiptomi vallás egyik istennője. Már a legelső ismert papi címek – a IV. dinasztia első vezírjei, Nofermaat és Hemiunu címei – között feltűnik a „Seszmetet papja” titulus, majd Piramisszövegekben említik, itt és későbbi szövegekben is az elhunyt anyjaként tekintenek rá. Oroszlánként vagy oroszlánfejű nőként ábrázolták, időnként Szahmet vagy Básztet egy alakjának tartják, de egyik jelzője – „Punt úrnője” – talán arra utal, afrikai eredetű önálló istennő. Neve a seszmetből ered, ez lelógó gyöngyökkel díszített övet jelentett, ami óbirodalmi uralkodók és Szopdu isten ábrázolásain is megjelenik.